# Radio Toulouse
Radio Toulouse est une ancienne station de radio française privée diffusée à Toulouse du 16 avril 1925 au 19 août 1944.

## Historique

### Naissance de Radio Toulouse
En 1922, Léon Kierzkowski tient un commerce de récepteurs radio, alors qu’il n’existe aucune station de radio à Toulouse et que seulement deux stations émettent à Paris. Pour favoriser ses ventes, Kierzkowski demande aux PTT, l’autorité de tutelle de la radiodiffusion, l’autorisation d’installer un émetteur qui relaierait sur Toulouse les émissions parisiennes. En même temps, Jacques Trémoulet un jeune journaliste travaillant pour l’agence de presse Fournier a une idée similaire. La CSF (qui deviendra la CFR), qui fabrique les récepteurs Radiola, vient de créer la première radio privée, sous le même nom de Radiola. Trémoulet propose la création d’une station Radiola à Toulouse. Comme Kierzkowski est aussi un revendeur des récepteurs Radiola, les deux hommes s’associent pour lancer le projet.
La mise en place est longue en raison des hésitations du Gouvernement sur le statut des stations de radiodiffusion, pour l’instant pas réellement interdites, mais soumises à autorisation. En attendant les autorisations, Trémoulet et Kierzkoxski multiplient les contacts avec les autorités locales de toute la région, pour faire valoir l’avantage d’une radio régionale. Une association est créée, La Radiophonie du Midi, ainsi qu’un journal hebdomadaire, Le Radiogramme, qui annonce les futurs programmes de cette radio. De fait, Radio Toulouse bénéficie, avant même son lancement effectif, d’une solide implantation locale.
En 1925, Radio Toulouse peut enfin fonctionner : elle utilise un émetteur de 2 kW installé sur une colline de Toulouse, barrière de Balma, les installations techniques sont dans une maison de la rue Monié, la villa Schmit et le studio dans la boutique de Léon Kierzkowski, rue de Metz, relié à la rue Monié par un câble loué aux PTT. La première émission a lieu le 16 avril 1925, lancée par le « speaker » officiel, Jean Roy.
Quelques jours plus tard, débute le premier acte de la guerre incessante faite à Radio Toulouse par l’administration des PTT, qui gère de son côté la nouvelle radio d’État, Radio-Pyrénées, rebaptisée ensuite Toulouse-Pyrénées, lancée officiellement le 26 avril. Le 24 avril, les PTT coupent le câble qui relie le studio aux installations techniques. Radio Toulouse installe donc son studio dans la villa Schmit, rue Monié.

### L’essor
Très vite, Jacques Trémoulet met sur pied une grille de programmes extrêmement efficace et engrange les recettes publicitaires. Les programmes sont découpés en sessions de quinze minutes composées de diffusions de musique classique et de conférences. S’y ajoutent rapidement de la musique légère, du bel canto, du musette et des informations fournies par les agences Havas et Fournier.
En 1926, Radio Toulouse est suffisamment forte pour se détacher de la CFR. L’émetteur est racheté et la Radiophonie du Midi devient une société anonyme. Radio Toulouse se lance dans des opérations nouvelles qui augmentent son prestige, comme des diffusions en direct depuis le théâtre des Variétés, le théâtre du Capitole ou la cathédrale de Toulouse. Les PTT refusant de louer des câbles, les émissions sont retransmises jusqu’à l’émetteur principal en ondes courtes.
En 1927, la puissance de l’émetteur est augmentée jusqu’à 6 kW. Les PTT sont obligés de fournir des câbles pour les diffusions de l’extérieur, mais ne se privent pas de pirater les émissions de Radio Toulouse, qui agit toujours sur la base d’accords avec les salles de spectacles et les syndicats de musiciens. Les premiers reportages du Tour de France sont diffusés. Le pick-up permet désormais de diffuser directement des disques (auparavant, on plaçait un micro devant le pavillon d’un gramophone). On recourt aux enregistrements sur disques métalliques vierges Pyral, plus pratiques que les 78 tours en cire, pour les annonces publicitaires et les annonces répétitives et, aussi, pour pallier les ruptures toujours possibles entre le studio et l’émetteur. Des partenariats sont développés avec la presse écrite (Le Miroir des Sports, La Science et la Vie, etc.).
En 1928, après des années où elle était « tolérée », Radio Toulouse est officiellement inscrite sur la liste des stations privées autorisées.
En 1930, devant la nécessité croissante d’augmenter la portée de l’émetteur, Trémoulet et Kierzkowski achètent le château d'Enjaux à Saint-Agnan, à 32 km de Toulouse et 10 km de Lavaur (Tarn). Sans attendre l’autorisation des PTT, qui ne devrait pas venir car la loi interdit aux stations privées de modifier leurs installations techniques, ils commencent l’aménagement. Mais cette même année, le nouveau ministre des PTT décide que les PTT ne pourront plus s’opposer à la location de câbles, facilitant ainsi les diffusions d’événements en direct.
En 1931, la station de Radio-Agen, détruite par des inondations, va entrer dans le giron de la Radiophonie du Midi. En fin de soirée, Radio Toulouse diffuse une demi-heure à destination de l’Angleterre, où les stations privées sont interdites.
En 1933, l’émetteur et les studios de Toulouse sont ravagés par un incendie. Cette fois il faut absolument obtenir l’autorisation d’utiliser l’émetteur de Saint-Agnan. L’administration finit par accepter, après de longs atermoiements. La puissance de l’émetteur passe à 60 kW en 1934, Radio Toulouse est une des stations les plus importantes de France et elle est captée dans plusieurs pays européens et en Afrique du Nord.
En 1935, Jacques Trémoulet, qui songe à préserver son empire radiophonique, signe par l’intermédiaire d’un industriel local un accord avec la Principauté d’Andorre pour la création d’une radio : Radio Andorre. La législation sur les radios privées est, en effet, toujours précaire et susceptible à tout moment d’être remise en cause. C’est la raison pour laquelle il avait déjà tenté, sans succès, de créer Radio-Luxembourg. Néanmoins, Radio Toulouse continue sur sa lancée et sur son succès.
En 1936, le groupe de Jacques Trémoulet s’étend avec une régie publicitaire, Radio Information, qui a son siège à Paris et qui gère la publicité de nombreuses stations de radio françaises. Radio Toulouse s’installe dans de nouveaux locaux à l’angle des allées Jean-Jaurès et du boulevard Carnot dans un immeuble transformé aujourd'hui en hôtel de grand luxe. En 1937, Trémoulet tente même de faire des essais de télévision, là encore barrés par un veto absolu des PTT.
La station de Radio Andorre est lancée en 1939, mais ses émissions d'informations s’arrêtent rapidement pour cause de guerre car Jacques Trémoulet préfère rester neutre.

### La période de guerre
À la déclaration de guerre, de nombreux employés de Radio Toulouse sont mobilisés, les émissions sponsorisées sont suspendues. Après l’invasion allemande, la station n’est plus qu’un relais de la radio de Vichy. Puis, le 5 juillet 1940 les stations privées de la zone libre sont autorisées à reprendre leurs émissions, l’information étant limitée aux bulletins officiels. Jacques Trémoulet est en bons termes avec Pierre Laval (qui l'a aidé à acquérir Radio Lyon), il obtient la levée de la réquisition des stations de radio. Elles peuvent reprendre leurs émissions, en contrepartie de 60 heures par mois concédées à la radio nationale. Un commissaire du gouvernement peut exercer la censure sur les émissions.
Radio Toulouse est chargée par la Fédération des Postes privés, dont Jacques Trémoulet a pris la présidence, de réaliser une émission diffusée par toutes les stations en service. L’activité de Radio Toulouse est donc intense. Comme toutes les radios, elle doit diffuser le « Radio Journal de France », émanation de Vichy. Jean Roy annonce systématiquement, avant et après, que ce bulletin d’information n’est pas une production de Radio Toulouse. D’autre part, à partir de juin 1941, une émission de propagande vichyssoise, « Radio Révolution », est obligatoirement programmée. Jacques Trémoulet déploie toutes ses ressources pour que le public ne fasse pas le lien avec Radio Toulouse, notamment en la diffusant sur une fréquence différente. L’émission s’arrête en avril 1942.
En novembre 1942, les Allemands arrivent à Toulouse mais Jacques Trémoulet a obtenu que les émissions continuent. Radio Toulouse diffuse beaucoup de musique, y compris du jazz et de la musique tzigane et africaine, interdits ailleurs. Le baryton Pierre Nougaro, père de Claude Nougaro, est fréquemment présent sur les ondes. Léon Kierzkowski, suspecté d’être juif (ce qu’il n’est pas), a quitté Toulouse.
En 1943, l’arrêt de Radio Révolution permet à Jacques Trémoulet de créer, sur son second émetteur, Radio Toulouse II qui, vu la faible puissance de l’émetteur, ne sera qu'une radio locale.
Le château d'Enjaux est incendié et détruit par un commando de l’armée allemande le 20 août 1944, les pylônes sont abattus.
Le 19 août 1944, jour de la libération de Toulouse, c’est Charles Mouly, engagé comme speaker sur Radio Toulouse II et par ailleurs membre d’un réseau de Résistance, qui prend le micro pour annoncer la nouvelle avec les mots « Ici Radio Toulouse libre ! ». La majorité du personnel a quitté les lieux et les Allemands ont dynamité l’émetteur principal de Saint-Agnan. Radio Toulouse Libre fonctionne pendant une dizaine de jours depuis l'émetteur de Radio Toulouse II, animé par Charles Mouly, qui introduit pour la première fois ses personnages fétiches, Catinou et Jacouti, où le comédien Dominique interprète Catinou.
Jacques Trémoulet a gagné l’Andorre, puis l’Espagne et la Suisse. Radio Toulouse, malgré sa prudence, est considérée comme collaborationniste pour avoir diffusé les émissions de Vichy. Poursuivi pour « intelligence avec l’ennemi », Jacques Trémoulet est condamné à mort par contumace en 1946, puis acquitté en 1949.
Radio Toulouse cesse d’exister. Un certain nombre de ses employés poursuivront leur carrière chez sa concurrente, la radio d’État Toulouse-Pyrénées à laquelle les locaux seront attribués pendant une courte période de l'immédiat après-guerre.
Quant au château d'Enjaux, en ruine depuis 1944, il a servi de hangar agricole ; racheté en novembre 2017, ses nouveaux propriétaires ont pour projet de le reconstruire à l’identique.

### Jean Roy
Jean Roy est le personnage emblématique de la radio toulousaine. Presque timide et effacé dans la vie, il a une véritable autorité devant le micro. Unique speaker entre 1925 et 1944, à son poste 7 jours sur 7, c’est certainement le recordman absolu du temps passé au micro dans la période d’avant-guerre. De nombreuses anecdotes, vraies ou fausses et souvent attribuées ensuite à d’autres, courent sur ses bourdes légendaires. À la Libération, il est entraîné dans la débandade vers l’Allemagne avec les membres de Radio Toulouse soupçonnés de collaboration. Il revient en France sans être vraiment inquiété, mais interdit de radio, il a perdu toute raison de vivre. Dans une profonde dépression, il meurt le 13 août 1945, à 63 ans.

## Programmes
Radio Toulouse diffuse un programme composé de musique, d'émissions de jeux, de bulletins d'information et d'émissions patronnées qui concilient habilement prestations artistiques et messages commerciaux. Ces émissions patronnées, diffusées sur plusieurs postes privés, se développent à partir de 1935. Elles sont conçues par des sociétés de productions indépendantes des postes qui les diffusent et ont l'avantage pour ces derniers d'être prêtes à diffuser et entièrement financées par les marques qui les sponsorisent. Le speaker-producteur indépendant Louis Merlin est le pionnier de ce type d'émission.

### Émissions
- Les Réveils Banania : cette émission sponsorisée par Banania et présentée par Louis Merlin propose au petit matin un concert et des conseils prodigués par le Docteur « Vitamine » qui recommande évidemment un grand bol de Banania. Cette émission, qui deviendra une des émissions cultes de l'avant-guerre, est diffusée par presque toutes les radios privées françaises.
- Le Lustucru-Théâtre : gala radiophonique en public inédit, parrainé par la marque Lustucru, retransmis en direct depuis la salle Pleyel chaque mercredi à 20 h sur le Poste de l’Ile-de-France, Radio-Luxembourg et Radio Toulouse et interprété par une troupe d'artistes et de musiciens nombreux et réputés, dont Fred Adison et son orchestre.
- Le quart d'heure pétillant : émission sponsorisée par Septiline (préparation pharmaceutique pour eau minéralisée), présentée par Louis Merlin et diffusée sur Radio Toulouse, le Poste de l'Ile-de-France, Radio Agen, Radio Bordeaux-Sud-Ouest, Radio Côte d'Azur et le Poste Parisien.
- Le Concert Menier : concert de musique et imitations d'artistes de music-hall sponsorisé par le Chocolat Menier, présenté par Nelly Neil et diffusé chaque jeudi à 20 h 15 sur le Poste de l'Ile-de-France, Radio-Luxembourg, Radio Toulouse, Radio Côte d'Azur, Radio Normandie, Radio Bordeaux-Sud-Ouest, Radio Agen et Radio Lyon.

## Sources
- Sylvain Athiel, Conquérants des Ondes : l'incroyable aventure de Radio-Toulouse et Radio-Andorre, Toulouse, Privat, 2008, 238 p. (ISBN 978-2-7089-6886-8)
- Histoire de Radio Toulouse